# František Ondřej Hirnle
František Ondřej Hirnle (též Hienrle) (pokřtěn 4. prosince 1726 Praha – 25. května 1773 Kroměříž) byl český sochař a štukatér.

## Život

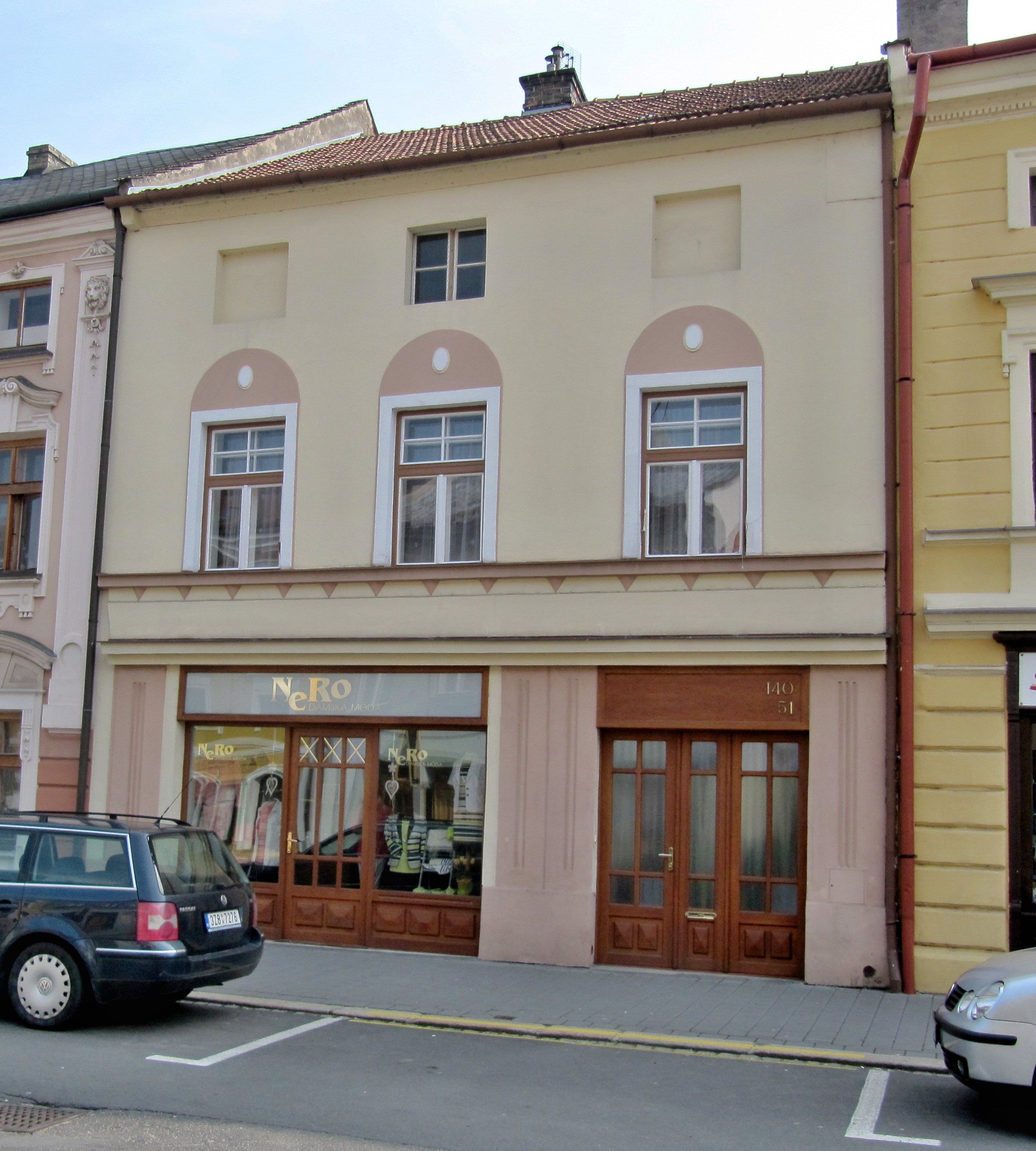
Měšťanský dům Hirnlův

Jeho otcem byl sochař Karel Josef Hiernle. Absolvoval vídeňskou Akademii výtvarných umění u Balthasara Ferdinanda Molla. Od roku 1758 působil v Kroměříži, kde si založil dílnu.
V roce 1759 se mu v Kroměříži narodil syn Antonín František, jehož kmotrem se stal malíř Franz Anton Maulbertsch a v roce 1760 dcera Eva Františka (Barbora Karolína škrtnuto), které byl za kmotra další malíř Karel Adolph z Freenthalu (1715-1771).
V roce 1768 zakoupil od manželů Maiti (původem italská rodina městských kominíků) dům číslo 143 na Riegerově náměstí (dnešní č.p. 140/51 - nemovitá Kulturní památka České republiky s číslem 30382/7-6009).
Zemřel v roce 1773, vdova Emerentiana jej přežila o mnoho let a teprve v roce 1800 dům prodala.

## Tvorba
Tvořil v rokokovém stylu. Jeho tvorba je typická štíhlými, protáhlými postavami, která mají menší hlavy a dlouhé krky. Sochy působí nepřítomným výrazem a jsou bez emocí.
- Náhrobek olomouckého biskupa Leopolda Egkha v kroměřížském kostele svatého Mořice z roku 1764.
- Kostel Nejsvětější Trojice ve Fulneku – výzdoba pro hlavní oltář a kazatelnu, 6 retabul pro boční oltáře a oltářní figurální plastiky
- Kostel svatého Jana Nepomuckého (Prostějov) – řezbářské práce
- Kostel Nanebevzetí Panny Marie (Kroměříž) – hlavní oltář
- Manský sál (Kroměříž) v II. patře Arcibiskupského zámku v Kroměříži – výzdoba
- Sochy, štuky a oltáře v zámecké kapli sv. Šebestiána v Kroměříži
- Letní rezidence Kroměříž – štuková výzdoba
- Kostel svatého Františka Xaverského (Uherské Hradiště) – sochy svaté Uršuly a svaté Kateřiny Sienské v kapli sv. Anny[3]
- Socha svatého Vendelína na Velehradě[9]

## Galerie

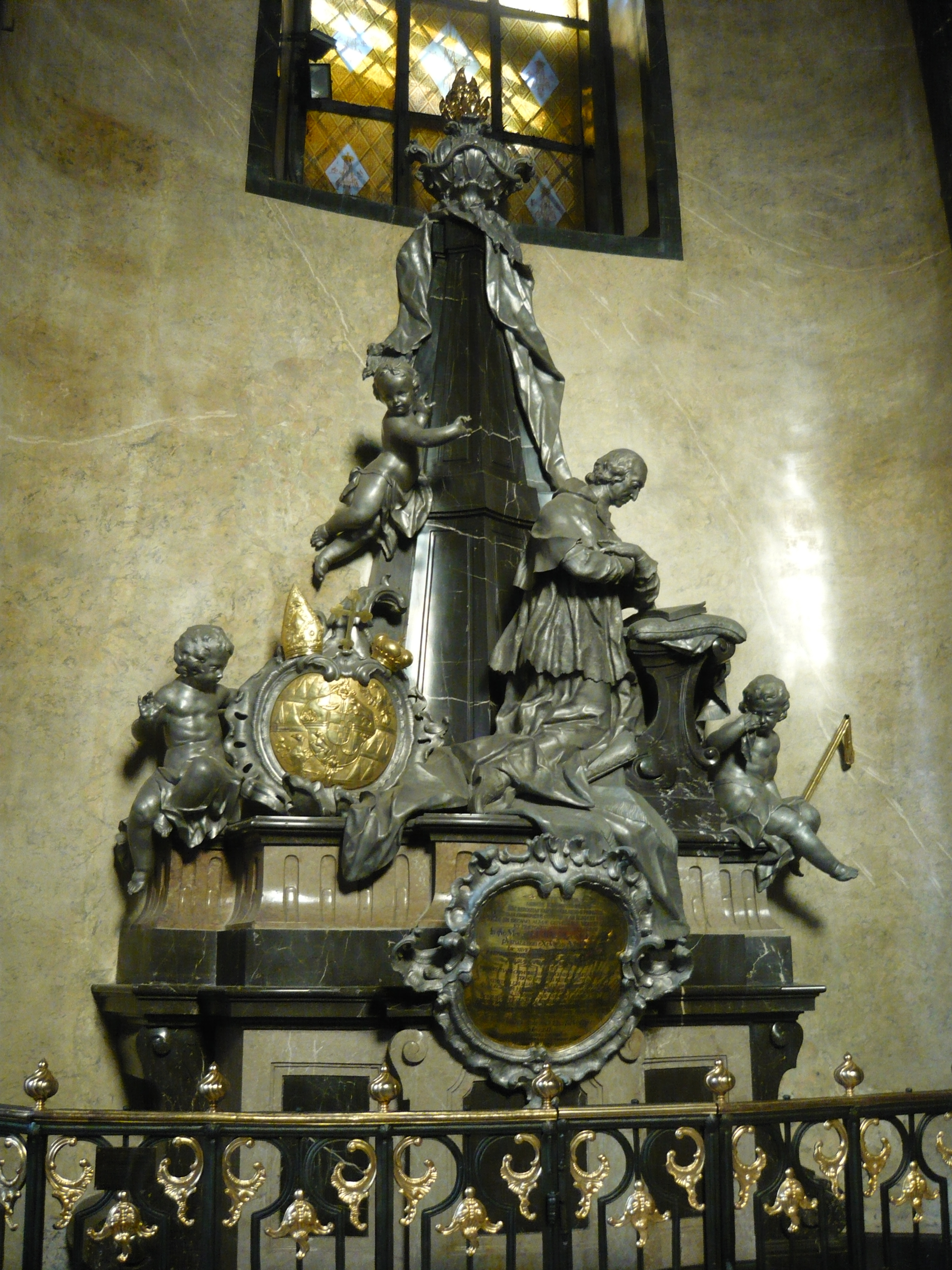
Náhrobek biskupa Egkha kroměřížském kostele svatého Mořice
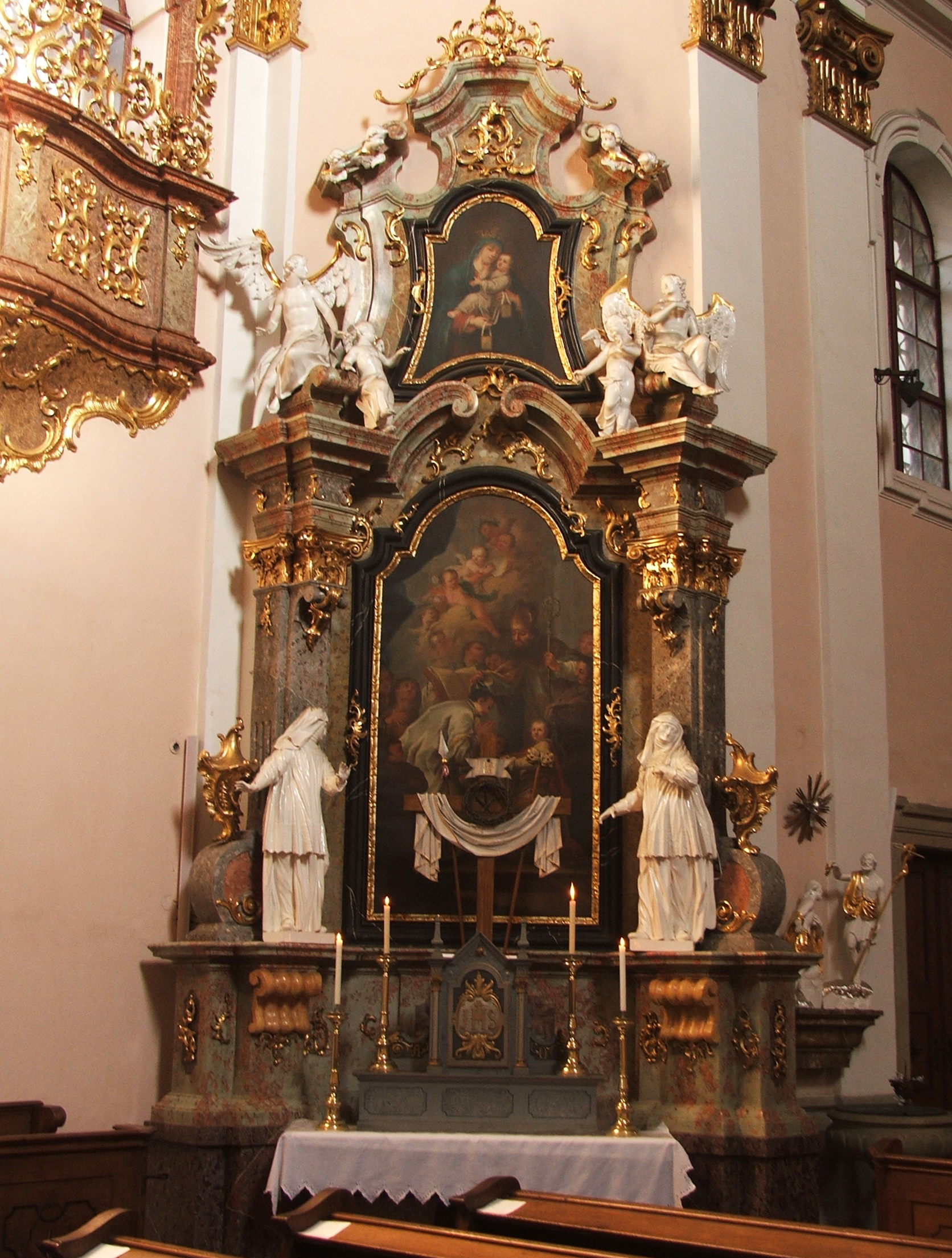
Oltář sv. Augustina v kostele Nejsvětější Trojice ve Fulneku
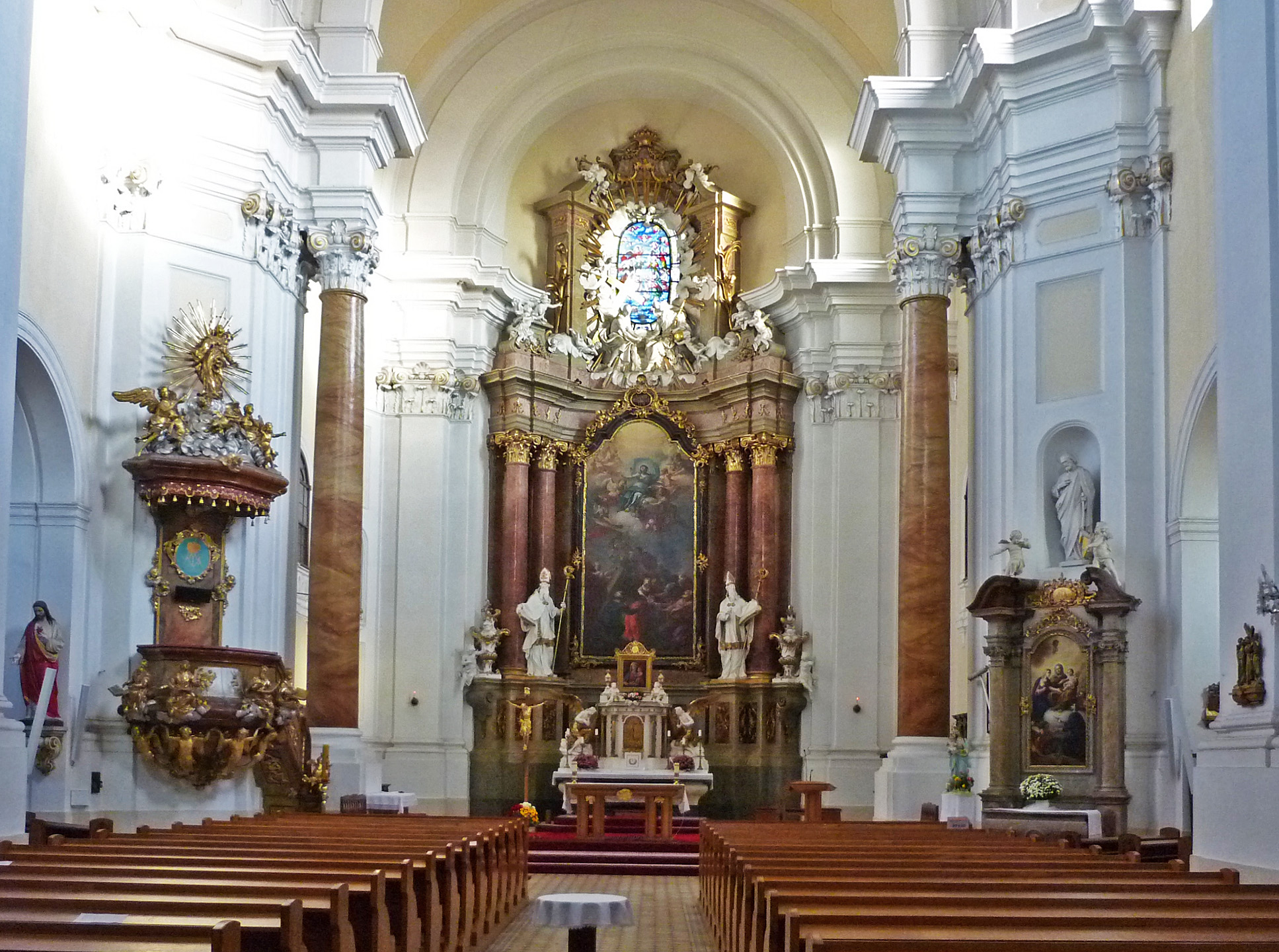
Oltář v kostele Nanebevzetí Panny Marie v Kroměříži
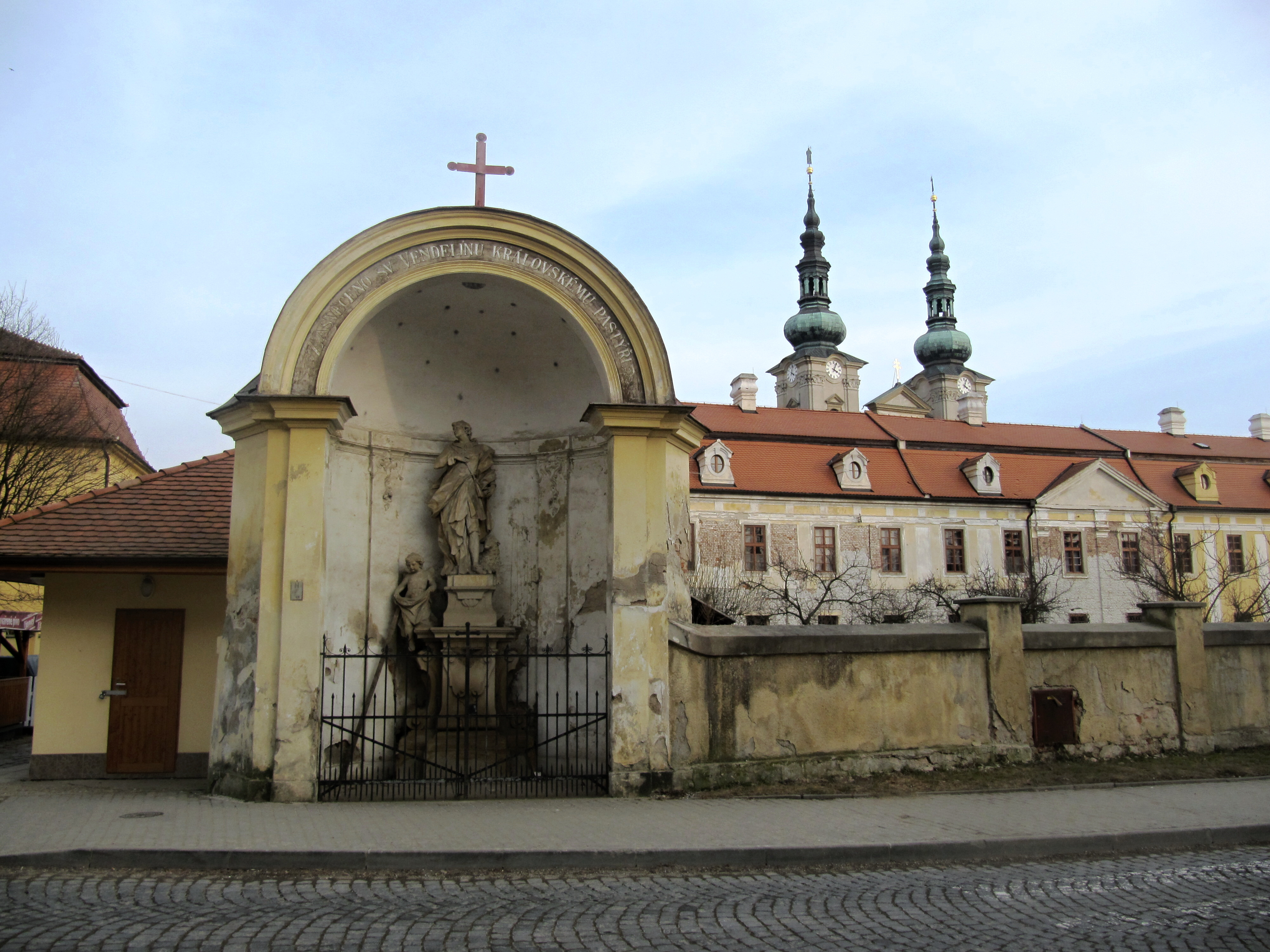
Socha svatého Vendelína na Velehradě